# Corc del raïm
El corc del raïm (Lobesia botrana) és una espècie de lepidòpter ditrisi de la família dels tortrícids (Tortricidae) molt estès a les vinyes de Catalunya i de la península Ibèrica. Tot i poder viure sobre altres espècies, prefereix la vinya, on constitueix una veritable plaga.

## Descripció i cicle de vida
Els ous tenen una forma lenticular i aplanada, d'uns 0,8 mm de diàmetre. En néixer, les erugues mesuren 1 mil·límetre i creixen fins a 10 mm abans de metamorfitzar-se en crisàlide, que hiverna sota l'escorça d'un hoste. A la primavera surt com a imago adult que mesura uns 12 mm. Les ales anteriors tenen dibuixos irregulars de color marró-vermellós. Les posteriors són grises amb la zona marginal més fosca i proveïdes de pèls del mateix color. Cada femella pon entre 40 i 100 ous als capolls de les flors. La primera generació és antòfaga i forma una crisàlide després de 20 a 30 dies, que al cap de 10 a 15 dies surt com a papallona a la fi de juny, o inicis de juliol. Aquestes papallones ponen els ous al raïm, on després d'uns cinc dies els corcs carpòfags comencen a barrinar un camí d'un raïm a l'altre. Segons els anys es pot generar una tercera fins a una quarta generació. La darrera generació hiverna com a crisàlide fins a l'any següent.
Els adults són més actius al crepuscle matutí i vespertí i amb temperatures de mínim 15 °C.

## Danys i tractament
Els atacs de la primera generació no condueixen gaire a pèrdues de quantitat o de qualitat de collita. La segona i la tercera són més dolentes, perquè les ferides que roseguen faciliten la penetració de fongs, principalment de Botrytis cinerea, que podreix el raïm. Tenen uns enemics naturals dels quals el principals són els crisòpids, però no són suficients per a controlar la plaga. Fins recentment, l'únic tractament eficaç van ser els insecticides, amb molts incidents negatius sobre l'ecosistema i els insectes beneficiosos. Recentment, s'ha desenvolupat la biotècnica de la confusió sexual amb feromones amb resultats prometedors i compatibles amb les regles de l'agricultura ecològica. També el Bacillus thuringensis, un altre enemic natural, té potencial.